# Chimarra ruficeps
Chimarra ruficeps är en nattsländeart som beskrevs av Georg Ulmer 1913. Chimarra ruficeps ingår i släktet Chimarra och familjen stengömmenattsländor. Inga underarter finns listade i Catalogue of Life.